# Cigarette Smoking Man
Cigarette Smoking Man, ook bekend als CSM, Cancer Man en the Smoking Man, is een personage uit The X-Files. Hij is de voornaamste antagonist uit de serie. In het zesde seizoen wordt vermeld dat zijn naam C.G.B. Spender zou zijn, maar Dana Scully merkt op dat dit wellicht een van zijn vele schuilnamen is. Hij werkt voor The Syndicate, een duistere overheidsorganisatie, dewelke in de loop van de reeks gedeeltelijk wordt uitgeroeid. The Syndicate tracht de waarheid betreffende buitenaards leven en het koloniseren van aliens te verdoezelen.

## Biografie
Er is weinig bekend over het verleden van CSM. Volgens The Lone Gunmen werd hij op 20 augustus 1940 geboren in Baton Rouge, Louisiana. Hij zou betrokken zijn bij diverse black operations, de opleiding van de Cubaanse rebellen voor de invasie in de Varkensbaai en was de moordenaar van John F. Kennedy en Martin Luther King, Jr..  Of dit strookt met de waarheid wordt nooit kenbaar gemaakt.
De eerste keer dat hij verschijnt, bespiedt hij de briefing en debriefing van Dana Scully. Hij verdoezelt het bewijsmateriaal betreffende een buitenaardse ontvoering. CSM tracht de waarheid voor de gewone burger te weerhouden. Uit wraak onthult Mulder publiekelijk de bevindingen van zijn onderzoek en de ontvoering van zijn zus Samantha door buitenaardsen. Dit leidt tot een rivaliteit tussen CSM en Mulder.
Later wordt onthuld dat CSM werkt voor Syndicate, een louche organisatie die werkt voor de overheid van de Verenigde Staten.  In de aflevering "Two Fathers" wordt vermeld dat zijn echte naam wellicht C.G.B. Spender is en dat hij ooit getrouwd was met Cassandra Spender met wie hij een zoon Jeffrey heeft. Hij neemt Dana Scully aan omdat zij een goede band heeft met Mulder. Jeffrey wordt door CSM vermoord nadat hij ontdekt dat de zenuwinzinkingen van zijn moeder een gevolg zijn van de medische behandeling die zijn vader haar opdroeg.
CSM is op de hoogte van de kolonisatieplannen van buitenaardse wezens. Die buitenaardse wezens trachten het Syndicate te overtuigen om voor hun kant te kiezen. Er zijn echter rebellen die ook weet hebben van die kolonisatie. Zij lokken de medewerkers van Syndicate in een val en vermoorden hen. Slechts enkelen, waaronder CSM, overleven dit.
Later wordt bekendgemaakt dat CSM wellicht de biologische vader is van Fox Mulder. CSM lijdt aan een zware vorm van kanker, veroorzaakt door zijn sigarettenverslaving. Hij wordt van een trap gegooid door Alex Krycek en Marita Covarrubias en dood geacht.
In het negende seizoen blijkt CSM toch nog te leven. Hij leeft afgezonderd in New Mexico en tracht zich te verbergen voor het New Syndicate. Hij verklaart aan Mulder en Scully dat de buitenaardsen zich op aarde zullen koloniseren op 22 december 2012. Even later is hij een slachtoffer tijdens een raketaanval opgezet door Knowle Rohrer.
Tijdens de veertien jaren die daar op volgen, wordt hij verondersteld dood te zijn. Doch hij verschijnt op het einde van de eerste aflevering van het tiende seizoen waar hij bericht krijgt dat The X-files zijn heropend. In de laatste aflevering van dat seizoen verspreidt hij een chemtrail waardoor de Amerikaanse bevolking besmet geraakt met een dodelijke griepvariant. Hij biedt Mulder een medicijn aan.